# سيلفيان لازاروس
سيلفيان لازاروس (بالفرنسية: Sylvain Lazarus)‏ هو فيلسوف فرنسي، ولد في 1943.